# 小中川郷村
小中川郷村（こなかがわごうむら）は、かつて新潟県西蒲原郡にあった村。

## 沿革
- 1889年（明治22年）4月1日 - 町村制施行に伴い西蒲原郡小中川村、大船渡村、小古津新村、勘新村、又新村市左衛門受、二階堂村、又新村が合併し、小中川郷村が発足。
- 1901年（明治34年）11月1日 - 西蒲原郡川前村、三方崎村と合併し、小中川村となり消滅。